# Emilio Mistral
Emilio Mistral, periodista, escritor y revolucionario anarquista español del siglo XX.

## Biografía
Obrero autodidacta, llevó una vida agitada dividida entre la lucha social y política del anarquismo y su labor de publicista en numerosos medios. Fue uno de los primeros impulsores de Solidaridad Obrera y Los Nuevos de Barcelona. En 1921 estuvo preso en Madrid. En 1939 escribía en Nosotros. Colaboró además en La Antorcha de Buenos Aires, ciudad donde se refugió después de la Semana Trágica de Barcelona; Asturias, Estudios, Ética (1927), La Protesta, Fray Lazo, Generación Consciente, Nosotros, La Novela Roja de Madrid, El Sindicato, Semana Literaria Popular de Valencia, Solidaridad Obrera de Alcoy-Valencia y Solidaridad Obrera de Valencia. Como escritor se le deben tres biografías de revolucionarios anarquistas y una gran novela, La ley de fugas (1932), sobre un tema que conocía bien, la Semana trágica de Barcelona.

## Obras
- ¿Adónde va el sindicalismo? (Madrid, 1931)
- La ley de fugas 1932 (en La Novela Roja)
- Vida revolucionaria de Durruti (Valencia, s. a., pero 1936)
- Vida revolucionaria de Ricardo Flores Magón, 1937.
- Vida revolucíonaria de Fermín Salvochea (Valencia, 1937)